# My Camp Rock
My Camp Rock – oryginalnie brytyjski reality show, powstały na podstawie Disney Channel Original Movie - Camp Rock. Emisja na brytyjskim Disney Channel trwała od 3 kwietnia do 1 maja 2009 roku, a w Polsce rozpoczęła się 14 sierpnia i zakończyła 18 września 2010 roku. Reality show to zwyczajny konkurs, którego zadaniem jest wyłonienie osoby, która najlepiej śpiewa. Edycja brytyjska opiewała na zamkniętym przedziale wiekowym, od 8 do 16 lat. W Polsce określonych ograniczeń nie było, jednak do programu nie dostała się żadna osoba, która ma więcej niż 16 lat. W programie można było występować solo, w duecie, a nawet w kilkuosobowej grupie. Castingi odbyły się w Warszawie, Krakowie, Gdańsku, Wrocławiu i Białymstoku. Zaśpiewać można na nich było jedną z piosenek z filmu Camp Rock - Gotta Find You, Here I Am, Play My Music oraz Who Will I Be. Piosenki do wielkiego finału to It's On, It's Not Too Late,Introducing Me,Fire oraz  Z castingów wybierano 30 osób, które przeszły do rundy kolejnej. Z nich wybrano finałowe 8 osób, które pojechało na tygodniowy obóz oparty na obozie z filmu Camp Rock, na którym doskonalili swe umiejętności, by zostać ocenionym przez trzyosobowe jury, w składzie Reni Jusis, Adam Sztaba i Robert Amirian. W Wielkiej Brytanii zwyciężczynią została czternastoletnia Holly Hull. W Polsce zwyciężczynią została Julia Miesiączek. Lektorem w polskiej wersji jest Adam Pluciński. Za produkcję była odpowiedzialna polska firma Michannel.

## Etapy
Z castingów, które odbyły się w pięciu polskich miastach, wybrano trzydzieści osób, które śpiewają najlepiej i przechodzą do następnego etapu. Osoby, które przeszły, doskonalą swe umiejętności na specjalnych lekcjach śpiewu i tańca. Następnie jury ocenia ich postępy i z trzydziestu osób wybiera finałową ósemkę. Grupa ośmiu osób wybiera się na obóz powstały na podstawie filmu Camp Rock, by tam także doskonalić swe umiejętności śpiewu i tańca. Następnie występują na dużej scenie przed jury i publicznością zgromadzoną w studiu, by można było wybrać zwycięzcę programu, który nagrywa własny teledysk do piosenki z filmu Camp Rock 2: Wielki finał. Teledysk został wyemitowany zaraz po premierze filmu 18 września 2010 na Disney Channel.

## Uczestnicy polskiej edycji

### Ósemka Obozowiczów
| - Olga Waluś - It's On! - Weronika Pociask - Introducing Me! - Julia Miesiączek - It's Not Too Late! | - Franciszek Sakławski - Introducing Me - Karolina Małolepsza - It's On! - Weronika Basiewicz - It's Not Too Late! |

- Mamela Band - Oliwia Kocyan, Katarzyna Pilch, Marta Szarzec - It's On!
- Bring It - Tymoteusz Zdunek, Weronika Orzechowska, Przemysława Jackowicz Korczyńska, Rafał Karpiński - Fire

### Czwórka finalistów
- Mamela Band - Oliwia Kocyan, Katarzyna Pilch, Marta Szarzec - It's On!
- Julia Miesiączek - It's Not Too Late!
- Franciszek Sakławski - Introducing Me
- Olga Waluś - It's On!

### Zwycięzca
Julia Miesiączek - It's Not Too Late!

## Gwiazdy
- Mateusz Damięcki
- Piotr Kupicha
- Anna Wyszkoni
- Łukasz Zagrobelny
- Pectus
- Kuba Molęda
- Ewa Farna

## Odcinki
| Premiera odcinka  | Numer odcinka | Wydarzenia                   |  |
| ----------------- | ------------- | ---------------------------- |  |
|                   |               |                              |  |
| SERIA PIERWSZA    |               |                              |  |
|                   |               |                              |  |
| 14.08.2010        | 01            | Castingi                     |  |
|                   |               |                              |  |
| 21.08.2010        | 02            | Warsztaty śpiewu i tańca     |  |
|                   |               |                              |  |
| 28.08.2010        | 03            | Wybieranie finałowej ósemki  |  |
|                   |               |                              |  |
| 29.08.2010        | 04            | Tygodniowy obóz              |  |
| 04.09.2010        | 05            | Tygodniowy obóz              |  |
| 05.09.2010        | 06            | Tygodniowy obóz              |  |
| 11.09.2010        | 07            | Tygodniowy obóz              |  |
| 11.09.2010        | 08            | Tygodniowy obóz              |  |
| 12.09.2010        | 09            | Tygodniowy obóz              |  |
|                   |               |                              |  |
| 12.09.2010        | 10            | Wielka próba                 |  |
|                   |               |                              |  |
| 12.09.2010        | 11            | Wyniki                       |  |
|                   |               |                              |  |
| ODCINKI SPECJALNE |               |                              |  |
|                   |               |                              |  |
| 18.09.2010        | S1            | Koncert i teledysk zwycięzcy |  |
|                   |               |                              |  |